# Huizachal, delstaten Mexiko
Huizachal är en ort i Mexiko, tillhörande kommunen Aculco i den nordvästra delen av delstaten Mexiko, i den centrala delen av landet. Orten hade 150 invånare vid folkräkningen 2010.